# Benz Velo
Benz Velo, eller Benz Patent Motorwagen Velo, var en av de första serietillverkade bilmodellerna. Reden under det första året gjordes 134 exemplar. Den konstruerades av Carl Benz och av Benz & Cie. mellan 1894 och 1901. Förutom i Tyskland, tillverkades ett antal exemplar av bröderna Charles och James Frank Duryeas företag Duryea i Springfield i Massachusetts i USA. 
Benz Velo ersatte Benz Victoria från 1893 som Benz mindre modell. Båda hade en encylindrig motor där bak på 1045 cm³.